# GrayList
Graylist ou lista cinza é uma tecnologia existente para servidores de email (SMTP). Visando evitar o recebimento de SPAM, esta tecnologia pode ser utilizada em conjunto com outras tecnologias de bloqueio. 
Ela consiste basicamente em efetuar um bloqueio temporário no recebimento de email por um período de tempo. Após isto, aceita-se nova tentativa de entrega do email em um curto prazo. Caso o email seja entregue novamente dentro deste período de abertura, o endereço de internet do servidor e o domínio do email é adicionado a uma lista de liberação, sendo expirado somente após longo período sem utilização. Caso não seja efetuada nova tentativa dentro deste curto prazo, o email é bloqueado novamente em futura tentativa.
Parece uma tecnologia sem fundamento, mas ela baseia-se no fato de que servidores que fazem entrega de milhões de mensagens em massa não possuem a capacidade de ficar reenviando em todos os emails que falharam temporariamente.